# Francisco de Eliza
Francisco de Eliza y Reventa (El Puerto de Santa María, 1759 – 19 febbraio 1825) fu un ufficiale navale, navigatore ed esploratore spagnolo.
Viene ricordato soprattutto per il suo lavoro nel Pacifico nordoccidentale. Fu comandante dell'avamposto spagnolo della Baia di Nootka sull'isola di Vancouver, guidando o inviando numerose spedizioni nella regione, compresi stretto di Juan de Fuca e stretto di Georgia.

## Gioventù
Francisco de Eliza nacque a El Puerto de Santa María, in Spagna, nel 1759. Iniziò la propria carriera con la marina spagnola nel 1773. Nel 1775 partecipò ad una spedizione spagnola contro Algeri. Fu inviato in America nel 1780, dove partecipò all'assedio di Pensacola, nel corso della rivoluzione americana.

## Pacifico nordoccidentale

### La Baia di Nootka e i Nuu-chah-nulth
Nel 1789 Eliza e molti altri ufficiali furono inviati a 
and several other officers were sent to San Blas, principale base navale sulla costa occidentale del Messico, allora parte della Nuova Spagna. Il viceré della Nuova Spagna, Juan Vicente de Güemes Padilla Horcasitas y Aguayo, concesse ad Eliza il comando di una spedizione che avrebbe dovuto rioccupare l'avamposto spagnolo della Baia di Nootka, sull'isola di Vancouver. Questo forte, eretto da José Martínez, era stato abbandonato nell'ottobre del 1789, dopo la crisi di Nootka che aveva coinvolto Spagna e Gran Bretagna.
Eliza salpò per la Baia di Nootka alla guida delle navi Concepción, San Carlos e Princesa Real (precedentemente appartenuta ai britannici col nome di Princess Royal), giungendo il 3 aprile 1790. Non c'erano presenti europei al loro arrivo. Per molti anni gli spagnoli reclamarono la costa nordoccidentale del Pacifico, compresa la Baia di Nootka. Oltre alla ciurma delle tre navi, la spedizione di Eliza comprendeva 76 soldati della Prima compagnia libera di volontari della Catalogna, guidati da Pedro de Alberni. Questo gruppo di persone costruì una piccola fortezza e vari edifici, piantò un giardino ed iniziò ad organizzare gruppi esplorativi. L'avamposto si trovava in una piccola insenatura all'interno della Baia di Nootka, chiamata Friendly Cove dagli inglesi e Puerto de la Santa Cruz de Nuca dagli spagnoli (oggi è diventata Yuquot). Alcune mappe spagnole la chiamano Cala de Los Amigos, traduzione del termine inglese. Il piccolo forte spagnolo fu chiamato Forte San Miguel, e si trovava su una piccola isola all'entrata della baia.
Nel maggio del 1790 Eliza inviò due spedizioni esplorative. Salvador Fidalgo si diresse a nord per osservare gli avamposti russi in Alaska, mentre Manuel Quimper esaminò lo stretto di Juan de Fuca. Il pilota di Quimper era Gonzalo López de Haro. Tra i luoghi scoperti e mappati da Quimper si trovano Neah Bay, Esquimalt, Admiralty Inlet, Haro Strait, Rosario Strait e Deception Pass.
Le relazioni tra spagnoli ed i nativi di Nootka (Nuu-chah-nulth) erano tese. L'anno prima dell'arrivo di Eliza un capo Nootka, Callicum, era stato ucciso dagli spagnoli. Durante la costruzione dell'insediamento vi furono numerosi scontro con gli indigeni. In una occasione furono uccisi cinque Nootka. Nonostante questo Eliza riuscì a migliorare le relazioni tra loro. Almeno alcuni dei Nootka divennero amichevoli fornendo aiuto agli spagnoli.
L'inverno del 1790-1791 fu difficile per gli uomini di Eliza. La carenza di cibo fresco comportò epidemie di scorbuto. Durante l'inverno 9 uomini morirono e 32, troppo malati per restare, furono inviati in California per essere curati.

### Stretti di Georgia e Juan de Fuca
Nel 1791 furono svolti altri viaggi di esplorazione. Durante l'inverno gli spagnoli avevano proposto ai britannici di considerare lo stretto di Juan de Fuca come confine tra i loro territori. Se gli inglesi avessero accettato, gli spagnoli avrebbero dovuto spostare il forte della Baia di Nootka a sud dello stretto. Questo, unito al fatto che serviva una maggiore conoscenza della geografia dello stretto, convinse il viceré della Nuova Spagna a comandare una nuova spedizione, stavolta guidata dallo stesso Francisco Eliza.
All'inizio di maggio Eliza si mise al comando della San Carlos, con Juan Pantoja e José Antonio Verdía come secondi piloti. La San Carlos era accompagnata da un piccolo schooner, il Santa Saturnina, soprannominato La Orcasitas e comandato da José María Narváez con Juan Carrasco come pilota.
Narváez esplorò le acque interne di Clayoquot Sound e Barkley Sound mentre Eliza, controllando la parte esterna di Clayoquot Sound, incontrò e fece amicizia con Wickaninnish, capo dei Tla-o-qui-aht. Narváez ed Eliza entrarono separatamente nello stretto di Juan de Fuca, riunendosi ad Esquimalt (chiamata "Cordova" dagli spagnoli) l'11 giugno 1791. I piloti di Eliza presero la Santa Saturnina ed un'altra barca occupando i successivi 10 giorni ad esplorare lo stretto di Haro, scoprendo che si apriva in un largo specchio d'acqua a nord. Si trattava dello stretto di Georgia, precedentemente sconosciuto agli europei. In questo periodo Eliza rimase ad Esquimalt. Dopo il ritorno dei piloti e dopo aver saputo delle loro scoperte, fu organizzata una nuova grande spedizione. Narváez guidò il viaggio sulla Santa Saturnina. Eliza avrebbe voluto prendere la San Carlos, ma i piloti lo convinsero che una nave così grande si sarebbe arenata negli stretti e pericolosi canali. Inoltre Eliza si ammalò. L'intera spedizione spostò la base operativa da Esquimalt a Port Discovery ("Puerto de Quadra" per gli spagnoli). Il 1º luglio 1791 Narváez, con Carrasco, salpò verso nord, passando nello stretto di Rosario, oltrepassando Bellingham Bay, per arrivare nello stretto di Georgia.
Per tre settimane seguirono lo stretto verso nord, giungendo a Texada Island, cui diedero il nome di "Isla de Texada". Notarono molte baie al suo interno, e la presenza di balene che portarono Eliza a pensare, correttamente, che esisteva un altro passaggio per il mare aperto. Nonostante l'idea di un passaggio a nord-ovest tra Atlantico e Pacifico fosse al tempo una possibilità remota, le rientranze dello stretto di Georgia riaccesero la speranza, che portò alla spedizione di Dionisio Alcalá Galiano e Cayetano Valdes del 1792. Una grezza mappa dello stretto fu prodotta dal viaggio del Santa Saturnina, e raffigurava ampie aperture verso est. Nel diario di Eliza si trova scritto che, se un passaggio a nordovest esisteva, avrebbe dovuto essere oltre quella apertura. Gli spagnoli chiamarono la baia "Canal Floridablanca", la cui esplorazione divenne una priorità per il viaggio di Galiano e Valdes. Alla fine si rivelò essere la foce del fiume Fraser. Il Santa Saturnina era troppo al largo per poter vedere le basse terre al suo interno.
Alla partenza del viaggio di Narváez il Santa Saturnina oltrepassò l'Admiralty Inlet, l'entrata di Puget Sound (chiamata "Ensenada de Caamaño" dagli spagnoli). Narváez vide che si trattava di un largo canale che portava a sud, e decise di esplorarlo al ritorno. Ma lo stretto di Georgia si rivelò ben più esteso del previsto, e Narváez terminò il cibo, dato che la Santa Saturnina era molto piccola. Narváez dovette tornare direttamente a Port Discovery, ed Eliza si dimostrò impaziente di tornare a Nootka per inviare un rapporto sullo stretto di Georgia. Gli spagnoli persero così l'opportunità di precedere l'esplorazione britannica di Puget Sound, svolta l'anno seguente da George Vancouver.
Mentre salpava per la Baia di Nootka, la spedizione di Eliza entrò nel porto profondo dell'attuale Port Angeles, dandogli il nome di "Puerto de Nuestra Señora de Los Angeles". Eliza, con Narváez imbarcato sulla San Carlos, tornò a Nootka nell'agosto del 1791. La Santa Saturnina, guidata da Carrasco nel viaggio di ritorno verso Nootka, non fu in grado di viaggiare controvento e si diresse a Monterey.
Col tempo Eliza ricevette molti onori per le scoperte fatte e per i luoghi cui aveva dato un nome durante la spedizione del 1791, ma alla fine non fu veramente lui a fare le esplorazioni. Molto merito va dato ai piloti Narváez, Carrasco, Pantoja e Verdía.
L'inverno del 1791-1792 si dimostrò più mite del precedente. L'invio di cibo dal Messico e l'aiuto dei Nootka permisero al piccolo avamposto di Eliza di sopravvivere.
Il 24 luglio 1792 Francisco de Eliza lasciò la Baia di Nootka per il Messico, avendo completato il suo compito di ricreare il forte spagnolo. Il ruolo di comandante della base della Baia di Nootka passò quindi a Juan Francisco de la Bodega y Quadra.

## Vecchiaia
Nel 1793 Eliza comandò una spedizione che esplorò la costa della California. Tra il 1795 ed il 1801 fu comandante della base navale di San Blas. Nel 1803 fu trasferito a Cadice, in Spagna.
Eliza continuò a lavorare per la marina spagnola. Quando la Spagna fu occupata da Napoleone tra il 1808 ed il 1814, Eliza ricoprì numerosi incarichi politici a Cadice.

## Retaggio
Eliza Island prende il nome da lui.